# Anișoara Stanciuová
Anișoara Cușmir, později Anișoara Stanciu (* 29. června 1962, Brăila) je bývalá rumunská atletka, olympijská vítězka ve skoku do dálky.
Dne 1. srpna 1982 jako dvacetiletá vytvořila světový rekord ve skoku do dálky výkonem 715 cm. Vzápětí tento rekord zlepšila její krajanka Valy Ionescu o dalších 5 cm. Na mistrovství Evropy v tomto roce získala v soutěži dálkařek stříbrnou medaili.
Příští rok, 15. května 1983, zlepšila světový rekod o 1 cm a o tři týdny později 4. června ho zlepšila ještě dvakrát: na 727 a 743 cm, což byl k roku 2016 stále rumunský rekord. Na premiérovém mistrovství světa v atletice v Helsinkách v roce 1983 získala stříbrnou medaili v soutěži dálkařek za výkon 715 cm.
Největším úspěchem pro ni bylo vítězství na olympiádě v Los Angeles v roce 1984, kde získala zlatou medaili výkonem 696 cm. Krátce po této olympiádě skončila s vrcholovým sportem.